# ۸۸۹ (میلادی)
۸۸۹ (میلادی) هشتصد و هشتاد و نهمین سال تقویم میلادی است.

## درگذشتگان
‎